# Antonio Cristoforo Collalto-Mattiuzzi
Antonio Cristoforo Collalto-Mattiuzzi, né à Vicence le 8 novembre 1717 et mort à Paris le 5 juillet 1778, est un dramaturge et acteur de théâtre italien qui connut le succès en France.

## Biographie
Ses origines familiales sont inconnues. Il entre en 1750-51 dans une compagnie itinérante, la Compagnie Medebach, dirigée par Girolamo Medebach qui, suivant la réforme « goldonienne », se conformait fidèlement au scénario élaboré par l'auteur.
Son instinct et son flair lui permettent de s'intégrer et de s'adapter pleinement au style de sa nouvelle compagnie, et aussi de remplacer un Pantalone très apprécié, Cesare d'Arbes,.
C'est à cette époque qu'il entre dans l'histoire de la Commedia dell' arte à travers les seize comédies promises par Carlo Goldoni au public vénitien, où Collalto se distingué en étant le premier Pantalone dans Le Menteur et le premier Guglielmo dans L'Honnête Aventurier (it). Acteur doué au chant et capable de jouer avec ou sans masque, il est doté d'une polyvalence artistique particulière.
En 1759, il entre au Théâtre italien de Paris, où il est considéré comme l'un des meilleurs comédiens européens,, où il remplace Carlo Antonio Veronese (connu en France comme Charles Antoine Véronèse), un autre Pantalone célèbre.
Egalement dramaturge, il a écrit, entre autres, Les trois jumeaux vénitiens (1773) une œuvre qui connaît un grand succès. L'intrigue de cette pièce inspirera Prince Hoare le Jeune pour sa comédie The Three and the Deuce (en) (1795).
Vers 1754, Collalto-Mattiuzzi épouse à Venise Lucia Rosalia Cinigoto, ils ont une fille, Caterina Maria Antonia, née le 18 septembre 1755.
Caterina suit son père à Paris, où elle épouse le 11 avril 1774 l'acteur Félix Gaillard, et fait la même année ses débuts sur scène dans le rôle de l'amoureuse Angélique dans Pantalon rajeuni . En 1775, elle devient sociétaire de la Comédie-Italienne.
Collalto-Mattiuzzi meurt à Paris le 5 juillet 1778 ; Friedrich Melchior Grimm compose son oraison funèbre.

## Œuvres
- Les trois jumeaux vénitiens, 1773.